# Niu d'escurçons
Niu d'escurçons (en coreà, 지푸라기라도 잡고 싶은 짐승들; en japonès, 藁にもすがる獣たち) és una pel·lícula de thriller criminal neo-noir de Corea del Sud del 2020 escrita i dirigida per Kim Yong-hoon com el seu primer llargmetratge. Basada en la novel·la japonesa homònima del 2011 de Keisuke Sone, compta amb un repartiment coral liderat per Jeon Do-yeon i Jung Woo-sung. Es va estrenar als cinemes el 19 de febrer de 2020. S'ha doblat i subtitulat al català.
La pel·lícula es va estrenar al 49è Festival Internacional de Cinema de Rotterdam el 25 de gener de 2020 a càrrec de Tiger Competition.